# Жан Макун
Жан II Макун  (фр. Jean II Makoun, МФА: [ʒɑ̃ dœ̃ mɑkun]; нар. 29 травня 1983, Яунде) — камерунський футболіст, півзахисник турецького «Антальяспора» та національної збірної Камеруну.

## Досягнення
- Віце-чемпіон Франції: 2005
- Бронзовий призер чемпіонату Франції: 2006
- Переможець Кубка Інтертото: 2004
- Фіналіст Кубка африканських націй: 2008
- Чемпіон Греції: 2012
- Володар Кубка Греції: 2012